# Follicoloma
Il follicoloma è un tumore che colpisce l'ovaia, fa parte dei tumori dello stroma gonadico. Il nome lo si deve alla sua sede di origine, dalle cellule della granulosa del follicolo.

## Epidemiologia
Anche se rari si manifestano ad ogni età, rappresentano dal 2% al 5% delle neoplasie ovariche, e parlando della popolazione in generale si manifesta da un 0,6 ad 1,7 su 100 000 donne. Eccezionale prima del menarca, è più frequente nell'età fertile e in post menopausa, con un picco di incidenza fra i 45 e i 55 anni.

## Tipologia
Si tratta di un tumore capsulato, solido, alla superficie di taglio appare a strie giallastre. Istologicamente è caratterizzato talvolta dalla presenza dei corpi di Call-Exner, un reperto significativo per la diagnosi. In mancanza di queste formazioni tipiche, la diagnosi non è facile: le forme più indifferenziate possono infatti essere confuse con i linfomi non-Hodgkin o con i carcinoidi o, nelle forme meno densamente cellulate, con i sarcomi.
Esistono due forme: il tipo adulto (95% dei casi) e un'altra, ancora più rara, il tipo giovanile (5%, solitamente si forma prima del terzo decennio di età).
Non vi sono differenze sostanziali in quanto entrambe le forme possono manifestarsi in qualunque età a dispetto del nome; le differenze invece sono a livello di recidiva che nel tipo giovanile è più probabile e soprattutto più aggressiva.

## Manifestazioni cliniche
Le manifestazioni cliniche, quando presenti, sono dovute agli alti livelli di estrogeni; a seconda dell'età di insorgenza, pertanto, si avranno:
- nella paziente in post-menopausa, perdite ematiche
- nella paziente in età fertile, menorragie e iperplasia endometriale
- nella paziente in età prepuberale, segni di pubertà precoce.

Raramente evolve in forma maligna (15% dei casi)

## Terapia
Il trattamento è chirurgico con resezione, la prognosi è favorevole, infatti nell'85% dei casi le persone sopravvivono per più di dieci anni dall'intervento.